# Стамбена кула Карабурма
Стамбена кула Карабурма, познатија као зграда Тоблероне је зграда која се налази у источном делу Београда, на Карабурми у општини Палилула.
Овај небодер грађен је у архитектонском стилу брутализма, а налази се на Богословији, у улици Мије Ковачевића 9, у близини Омладинског стадиона и Православног богословског факултета.

## Име објекта
Мештани често називају ову необичну кулу Тоблероне, због троугластих облика уграђених у дизајн куле; зграда је добила име по популарном Тоблеронеу, швајцарској чоколади, коју карактерише посебно оригиналан дизајн, баш као што је и сама зграда.
Становници оближњег студентског дома Карабурма, поред Новог гробља, ову зграду називају и Буздован“ или Буздован принца Марка; мање познати надимци су Професорка и Јеж - све то указује на неисцрпну народну машту, а такође и на јединствену оригиналност овог небодера.
Формалан назив зграда је стамбена кула Карабурма.

## Опште информације

### Стамбена зграда и осматрачница
Ова зграда највиша је на Карабурми, а пројектовао ју је архитекта Ристо Шећерински. Њена изградња започета је 1960. године, а у потпуности је изграђена 1963. године, налази се у улици Мије Ковачевића 9 поред Православног богословског факултеа, који је део Универзитета у Београду. Ово је дефинитивно најважнија тачка Карабурме, а можда чак и целе општине Палилула, јер се уздиже одмах поред Панчевачког моста, који повезује ужу Србију са Војводином; истовремено, њен врх је један од најлепших видиковаца у ширем београдском подручју.
Мештани ове зграде истакли су да није баш пријатно живети близу раскрснице са густим саобраћајем. Академик и универзитетски професор Давор Витез је живео на 11. спрату ове зграде. Поред њега у згради су живели мног научници, предавачи, академици и други професори Универзитета у Београду. 
Поред тога, свака соба је имала свој телефон у време када су још увек били изузетно ретки. У згради је било 104 прикључка, јер је она замишљена као стамбена кула за Београдски универзитет. Читава зграда је изнутра кружна, има два лифта и троугласте терасе.
Статички прорачун за подизање највише армиранобетонске конструкције у овој деоници од преднапрегнутог бетона извршио је инжењер Слободан Ромић, аутор уџбеника „Бетонске конструкције“ у два дела.

## Занимљивости
Неки медији у Србији описивали су је као најнеобичнију, али и најружнију зграду у Београду.
Међу рекордима које држи, у неким медијима наведена је и међу десет необичних; или међу седам најнеобичнијих београдских зграда.
У Београду постоји и зграда самачког хотела на Дорћолу, која личи овој згради, па је добила надимак Тоблероне II.